# La profezia (film 2000)
La profezia (The Prophecy 3: The Ascent) è un film del 2000 diretto da Patrick Lussier.

## Trama
L'angelo caduto Zophael, emissario degli angeli che si sono ribellati a Dio e hanno dato inizio alla guerra del Paradiso, viene da loro mandato sulla Terra per uccidere Danyael, figlio dell'unione tra una donna ed un angelo, creatura unica che secondo la leggenda potrebbe essere il solo in grado di fermare il nuovo Anticristo. Gabriel, l'arcangelo trasformato in essere umano dall'arcangelo Michele come punizione per essersi ribellato a Dio, deciderà di aiutare Danayel, avendo compreso le sue colpe e imparato ad apprezzare gli esseri umani durante il suo periodo da comune mortale.

## Serie Cinematografica
- L'ultima profezia (The Prophecy), regia di Gregory Widen (1995)
- L'angelo del male (The Prophecy II), regia di Greg Spence (1998)
- La profezia (The Prophecy III: The Ascent), regia di Patrick Lussier (2000)
- The Prophecy: Uprising (The Prophecy: Uprising), regia di Joel Soisson (2005)
- La profezia prima della fine (The Prophecy: Forsaken), regia di Joel Soisson (2005)